# Morgane Peyronnet
Pour les articles homonymes, voir Peyronnet.

a Compétitions nationales et continentales officielles uniquement.

b Matchs officiels uniquement.
Morgane Peyronnet, née le 6 juillet 1992 à Toulouse (Haute-Garonne), est une joueuse internationale française de rugby à XV occupant les postes de demi d'ouverture ou de centre au sein du Montpellier RC.
Marion Peyronnet, joueuse au Stade toulousain, est sa sœur jumelle.

## Biographie
Morgane Peyronnet évolue au sein du Montpellier RC et au sein de l'équipe de France à partir de 2019,. En 2019, elle participe au Tournoi des Six Nations.